# Raposa (Maranhão)
Raposa è un comune del Brasile nello Stato del Maranhão, parte della mesoregione del Norte Maranhense e della microregione della Aglomeração Urbana de São Luís.